# Liqian
Liqian (chinois : 骊靬 ; pinyin : Liqian) ou encore (Li-Jien, ou Li-chien) est un comté disparu de l'actuelle province de Gansu au nord de la Chine. Sur le site de la ville antique de Liqian se trouve aujourd'hui le village de Zhelaizhai.

## Géographie
Au printemps 1989, un historien chinois, Guan Yiquan, et un chercheur australien, David Harris, ont indiqué que le village chinois de Zhelaizhai était le site actuel le plus probable pour l'emplacement de la ville antique de Liqian. Liqian se trouvait dans la partie nord de la Chine, sur la bordure orientale du désert de Gobi.
C'est désormais une région rurale, la ville la plus proche étant éloignée de 300 kilomètres.

## Théorie de l'ascendance romaine
La région de la ville antique de Liqian est connue pour ses habitants dont certains ont des traits physiques caucasiens, tels que des nez aquilins, des cheveux blonds ou de couleur claire, des yeux bleus ou verts. Au XXe siècle, des théories ont commencé à suggérer que certains des habitants pourraient descendre de légionnaires romains.
Dans les années 1940, Homer H. Dubs, professeur d'histoire chinoise à l'Université d'Oxford, a établi un lien entre Liqian et la Rome antique. Des comptes rendus de chroniqueurs chinois mentionnent la capture d'une "formation de soldats en écailles de poisson", où Dubs a vu une allusion à la formation militaire dite de la tortue romaine, consistant à se protéger de tous les côtés à l'aide de grands boucliers.
Plusieurs enquêtes ont été menées depuis. En 2005, des tests génétiques ont confirmé que certains des villageois étaient d'origine caucasienne, mais le test n'a pas déterminé si elles descendaient bel et bien des Romains. Or tous les anthropologues sont loin d'en être convaincus. Interviewé dans un article de presse en 2005, Xie Xiaodong, généticien à l'université de Lanzhou, remarquait : « Même s'ils sont d'origine romaine, cela ne signifie pas qu'ils proviennent nécessairement de cette légion romaine-là ». Selon une étude génétique chinoise menée en 2007, « une origine mercenaire romaine ne peut être acceptée comme vraie en raison de la variation génétique paternelle, et la population actuelle de Liqian est plus probablement un sous-groupe de la majorité chinoise Han ». En 2007, Rob Gifford a commenté cette théorie en la présentant comme un « mythe rural » parmi tant d'autres.
De plus, des gens dotés de traits caucasiens vivaient en Asie Centrale plusieurs siècles avant l'arrivée des Romains ; les momies du Tarim et certaines populations du Sud de la Sibérie comprenaient des individus dotés de chevelures claires. Et à l'heure actuelle, aucun vestige archéologique susceptible de prouver une présence romaine dans la région (des pièces de monnaie ou des armes, par exemple) n'a été découvert à Zhelaizhai.